# Louise Homer
Louise Homer, nata Louise Dilworth Beatty, (Pittsburgh, 30 aprile 1871 – Winter Park, 6 maggio 1947), è stata un contralto statunitense.

## Biografia
Nata in Pennsylvania iniziò lo studio del canto e quindi sposò il compositore Sidney Homer nel 1895.
Nel 1898 si perfeziona a Parigi con Paul Lhérie e debutta come Leonora ne La favorita a Vichy.
Nel corso della sua carriera, che principalmente si svolse al Metropolitan Opera House di New York, creò il ruolo della strega nell'opera Königskinder di Engelbert Humperdinck e quello della protagonista nell'opera Mona di Horatio Parker.
Per il Metropolitan Opera debutta il 14 novembre 1900 a San Francisco come Amneris in Aida con Antonio Scotti e Marcel Journet diretta da Luigi Mancinelli, il giorno dopo è Siebel in Faust con Nellie Melba, poi è Schwertleite in Die Walküre diretta da Walter Damrosch, Maddalena in Rigoletto con Suzanne Adams ed Urbain in Les Huguenots con Édouard de Reszke, nel 1901 Marta/Pantalis in Mefistofele (opera) con Giuseppe Cremonini Bianchi, Lola in Cavalleria rusticana (opera), Ortrud in Lohengrin (opera) con Marcella Sembrich, Brangäne in Tristan und Isolde e Venus in Tannhäuser (opera), nel 1902 canta il Requiem (Verdi), Second Lady in Die Zauberflöte, Emilia in Otello (Verdi) e Hedwig in Manru di Ignacy Paderewski, nel 1903 Waltraute/Flosshilde ne Il crepuscolo degli dei diretta da Alfred Hertz, Ulrica ne Un ballo in maschera con Emilio De Marchi (tenore), Azucena ne Il trovatore e Voice in Parsifal (opera), nel 1904 Erda in Sigfrido (opera) diretta da Felix Mottl, Marguerite ne La dame blanche di François-Adrien Boieldieu, Laura ne La Gioconda con Enrico Caruso e Magdalene in Die Meistersinger von Nürnberg, nel 1905 Fricka in Das Rheingold e Witch in Hänsel e Gretel (opera), nel 1906 Czipra in Der Zigeunerbaron e Nancy in Martha (opera) con la Sembrich e Caruso, nel 1907 Suzuki in Madama Butterfly con Geraldine Farrar e Caruso, nel 1908 Stabat Mater (Rossini) diretta da Rodolfo Ferrari, nel 1909 Orfeo in Orfeo ed Euridice (Gluck) con Alma Gluck diretta da Arturo Toscanini, nel 1910 Dame Quickly in Falstaff (Verdi) con Antonio Pini-Corsi, Frances Alda ed Angelo Badà diretta da Toscanini, Naoia in The Pipe of Desire di Frederick Converse, Hate in Armide di Christoph Willibald Gluck con Caruso e Pasquale Amato diretta da Toscanini e Witch nella prima assoluta di Königskinder di Engelbert Humperdinck con la Farrar, nel 1912 Mona nella prima assoluta di Horatio Parker, nel 1913 Marina in Boris Godunov (opera) diretta da Toscanini e la Sinfonia n. 9 (Beethoven), nel 1916 Dalila in Samson et Dalila con Caruso diretta da Giorgio Polacco e nel 1918 Fides ne Le prophète con Caruso e Claudia Muzio.
Fino al 1929 la Homer ha cantato in 734 recite del Metropolitan.
Al San Francisco Opera nel 1926 è Dalila in Samson et Dalila.
Lavorò con i cantanti più celebri del suo tempo come Enrico Caruso, Nellie Melba, Antonio Scotti, Mario Ancona e molti altri.
Realizzò numerose registrazioni fonografiche per la Victor Records e Columbia Records nei primi decenni del XX secolo.
Il compositore Samuel Barber era suo nipote.
La Homer morì in Florida all'età di 76 anni.